# 静岡コレクション
『静岡コレクション』（しずおかコレクション）は、日本のファッションイベント。静岡市周辺の商業施設内にテナントを持つ若年女性向けブランドの既製服を対象としたファッションショー、およびライブを主なコンテンツとしている。略称は“静コレ（しずコレ）”。2014年4月に始まり、静岡市内の会場で通算2回開催された。

## 概要
静岡市内の9つの大型商業施設を中心に、“ファッションのチカラで静岡を元気に！”、“静岡をファッション・タウンに！”そんな思いで地域を応援する取り組みが、静岡コレクション。
本イベントは、東京ガールズコレクションの目的に近く、既存のコレクション（ファッションショー）を、服飾メーカーが自社デザイナーの新作をバイヤーやマスメディアに紹介することでは無く、静岡市周辺に在住の10代後半から20代の女性を対象とした小売販売を目的としている。商業施設が協賛となっているため、現地での販売は行っておらず、後日の来店に結び付ける狙いがある。
主催者がインターネットでショーの様子をリアルタイムで配信している。
女性向けファッション雑誌で人気のあるモデルが多数出演するほか、有名タレントがゲストモデルとして参加したり、ゲスト歌手のライブも行われることもあり、多くの若い女性からの人気が高い。

## 歴史
第１回は、2014年4月に静岡まつり内のイベントとして、静岡駅前の大通り（御幸通り）を通行止めにして屋外で行われた。
第２回は、１年半後の2015年9月にグランシップ（静岡県コンベンションアーツセンター）で行われた。

## 沿革

### 開催日と会場
- 第1回 （2014年4月6日）-  SHIZUOKA COLLECTION 2014 Spring/Summer（御幸通り）
- 第2回 （2015年9月19日）- SHIZUOKA COLLECTION 2015 Autumn/Winter（グランシップ）

### 主催
- 第1回　SHIZUOKA COLLECTION実行委員会
- 第2回　静岡新聞・SBS

### 参加商業施設
- 第1回主催商業施設

Den bill、静岡伊勢丹、SHIZUOKA 109、静岡駅ビルパルシェ、静岡PARCO、新静岡セノバ、松坂屋静岡店、丸井静岡店
- 第2回協賛商業施設

Den bill、静岡伊勢丹、SHIZUOKA 109、静岡駅ビルパルシェ、静岡PARCO、新静岡セノバ、マークイズ静岡、松坂屋静岡店、丸井静岡店

## ゲストモデル
第1回　
- 石田ニコル
- izu
- オードリー亜谷香
- 加藤夏希
- 佐藤かよ
- シャウラ
- 藤井リナ
- 益若つばさ
- 八木アリサ
- ラブリ

第2回　
- 秋元梢
- 有末麻祐子
- 池田エライザ
- izu
- IMARU
- 浦浜アリサ
- 江野沢愛美
- 大石参月
- 岡田紗佳
- 小澤奈々花（X21）
- オードリー亜谷香
- 香川沙耶
- 加藤夏希
- 河北麻友子
- 菅野結以
- ケリーアン
- 剛力彩芽
- 佐野ひなこ
- 鹿沼憂妃
- 末永真唯（X21）
- 立花恵理
- 久松郁実
- 藤田ニコル
- 堀田茜
- 南明奈
- ラブリ

## 出演アーティスト
- 第2回　AMIAYA、X21、Carat、MACO、May J.、佳館杏ノ助

## MC
- 第1回　かもめんたる、原田亜弥子
- 第2回　JOY、内山絵里加

## 参加ブランド
第2回参加ブランド
- anatelier
- AZUL by moussy
- BEAMS
- Bershka
- BLISS POINT
- CECIL McBEE
- Chauru
- chambre de nîmes
- COMME ÇA DU MODE
- Desigual
- DOLLY GIRL
- earth music&ecology
- EMODA
- GILFY STORE
- GREENWICH AVENUE
- heliopole, JEANASiS
- L'EST ROSE
- LIZ LISA
- MAYSON GREY
- MERCURYDUO
- NATURAL BEAUTY BASIC
- note et silence.
- SOMETHING by EDWIN
- RODEO CROWNS WIDE BOWL
- Spick&Span
- TOMORROWLAND
- ungrid
- URBAN RESEARCH
- 組曲